# 波矢
本条目中，向量與标量分別用粗體與斜體顯示。例如，位置向量通常用 {\displaystyle \mathbf {r} \,\!} 表示；而其大小則用 {\displaystyle r\,\!} 來表示。四維矢量用加有標號的斜體顯示。例如，{\displaystyle {x}^{\mu }\,\!}或{\displaystyle {x}_{\mu }\,\!}。為了避免歧意，四維矢量的斜體與標號之間不會有括號。例如，{\displaystyle (x)^{2}\,\!}表示{\displaystyle x\,\!}平方；而{\displaystyle {x}^{2}\,\!}是{\displaystyle {x}^{\mu }\,\!}的第二個分量。
波向量是波的向量表示方法。波向量是一个向量，其大小表示波数（{\displaystyle k=|{\mathbf {k} }|=2\pi /\lambda }），其方向表示波传播的方向。
波向量在狭义相对论背景下可定义为四维矢量。

## 定义

正弦波波长λ可以通过测量相位相同的任意相邻两点间的距离得到，这两点可以是相邻的波峰、波谷或是如图所示的零交点。

当波行进时，给定点的值以正弦作正弦振动。

波矢有两种常见的定义，区别在於振幅因子是否乘以{\displaystyle 2\pi }，两种定义分别用於物理学和晶体学以及它们的相关领域。

### 物理学定义
理想的一维行波遵循如下方程：
{\displaystyle \psi (x,t)=A\cos(kx-\omega t+\varphi )}
其中：
- x为位置；
- t为时间；
- {\displaystyle \psi }（x和t的函数）是对波进行描述的扰动（例如对於海浪，{\displaystyle \psi }是超出水面的高度；对於声波，{\displaystyle \psi }是超气压）；
- A是波的振幅（振动的峰值）；
- {\displaystyle \varphi }是相位偏移，描述了两个波互相之间不同步的程度；
- {\displaystyle \omega }是波的角频率，描述了在一个给定点波振动的快慢程度；
- {\displaystyle k}是波数，与波长成反比，由{\displaystyle k=2\pi /\lambda }求出。

此波在+x方向上行进，相速度为{\displaystyle \omega /k}。
推广到三维情况下，方程为：
{\displaystyle \psi \left({\mathbf {r} },t\right)=A\cos \left({\mathbf {k} }\cdot {\mathbf {r} }-\omega t+\varphi \right)}
其中：
- r是三维空间中的位置矢量；
- {\displaystyle \cdot } 是矢量点积；
- k是波矢。

这一方程描述了平面波。一维情况下，波矢的大小是角波数{\displaystyle |{\mathbf {k} }|=2\pi /\lambda }。波矢的方向是平面波行进的方向。

### 晶体学定义
在晶体学中，描述相同的波的方程略有不同。在一维和三维情况下的方程分别为：
{\displaystyle \psi (x,t)=A\cos(2\pi (kx-\nu t)+\varphi )}
{\displaystyle \psi \left({\mathbf {r} },t\right)=A\cos \left(2\pi ({\mathbf {k} }\cdot {\mathbf {r} }-\nu t)+\varphi \right)}。
不同点在於：
- 晶体学定义使用了频率{\displaystyle \nu }，而不是角频率{\displaystyle \omega }，由公式{\displaystyle 2\pi \nu =\omega }，二者可以相互转换。这种置换主要反映了在晶体学中的常见应用。
- 波数k以及波矢k的定义方式不同。此处的{\displaystyle k=|{\mathbf {k} }|=1/\lambda }，而在物理学定义中，{\displaystyle k=|{\mathbf {k} }|=2\pi /\lambda }。

## 狭义相对论
接近单色光的波包可以由波矢
{\displaystyle k^{\mu }=\left({\frac {\omega }{c}},{\vec {k}}\right)\,}
准确描述，若明确的改写成共變和反變形式，则
{\displaystyle k^{\mu }=\left({\frac {\omega }{c}},k^{1},k^{2},k^{3}\right)\,}且
{\displaystyle k_{\mu }=\left({\frac {\omega }{c}},-k_{1},-k_{2},-k_{3}\right)\,}。
於是波矢的大小为
{\displaystyle k^{2}=k^{\mu }k_{\mu }=k^{0}k_{0}-k^{1}k_{1}-k^{2}k_{2}-k^{3}k_{3}\,}
{\displaystyle ={\frac {\omega ^{2}}{c^{2}}}-{\vec {k}}^{2}=0\,}
最後一步等於零是因为对於真空中的光满足
{\displaystyle k={\frac {\omega }{c}}\,}

### 洛伦兹变换
对波矢作洛伦兹变换可导出相對論性多普勒效應。洛伦兹矩阵定义为
{\displaystyle \Lambda ={\begin{bmatrix}\gamma &-\beta \gamma &0&0\\-\beta \gamma &\gamma &0&0\\0&0&1&0\\0&0&0&1\end{bmatrix}}}。
在光被快速移动的波源激发的情况下，若要在地球坐标系（实验室坐标系）中检定光的频率，就要使用洛伦兹变换，如下所示。注意波源位於坐标系S s，地球位於观测系S obs。
对波矢进行洛伦兹变换得到
{\displaystyle k_{s}^{\mu }=\Lambda _{\nu }^{\mu }k_{\mathrm {obs} }^{\nu }\,}。
只考虑{\displaystyle \mu =0}分量的情况，得到
{\displaystyle k_{s}^{0}=\Lambda _{0}^{0}k_{\mathrm {obs} }^{0}+\Lambda _{1}^{0}k_{\mathrm {obs} }^{1}+\Lambda _{2}^{0}k_{\mathrm {obs} }^{2}+\Lambda _{3}^{0}k_{\mathrm {obs} }^{3}\,}。
| {\displaystyle {\frac {\omega _{s}}{c}}\,} | {\displaystyle =\gamma {\frac {\omega _{\mathrm {obs} }}{c}}-\beta \gamma k_{\mathrm {obs} }^{1}\,} |
|                                            | {\displaystyle \quad =\gamma {\frac {\omega _{\mathrm {obs} }}{c}}-\beta \gamma {\frac {\omega _{\mathrm {obs} }}{c}}\cos \theta \,} 其中{\displaystyle \cos \theta \,}是{\displaystyle k^{1}}关於{\displaystyle k^{0}}的方向余弦{\displaystyle k^{1}=k^{0}\cos \theta }。 |
因此
| {\displaystyle {\frac {\omega _{\mathrm {obs} }}{\omega _{s}}}={\frac {1}{\gamma (1-\beta \cos \theta )}}\,} |

#### 波源远离观测者
当波源径直地远离观测者时，{\displaystyle \theta =\pi }，方程变为：
{\displaystyle {\frac {\omega _{\mathrm {obs} }}{\omega _{s}}}={\frac {1}{\gamma (1+\beta )}}={\frac {\sqrt {1-\beta ^{2}}}{1+\beta }}={\frac {\sqrt {(1+\beta )(1-\beta )}}{1+\beta }}={\frac {\sqrt {1-\beta }}{\sqrt {1+\beta }}}\,}。

#### 波源接近观测者
当波源径直地接近观测者时，{\displaystyle \theta =0}，方程变为：
{\displaystyle {\frac {\omega _{\mathrm {obs} }}{\omega _{s}}}={\frac {\sqrt {1+\beta }}{\sqrt {1-\beta }}}\,}。